# 바타이스크

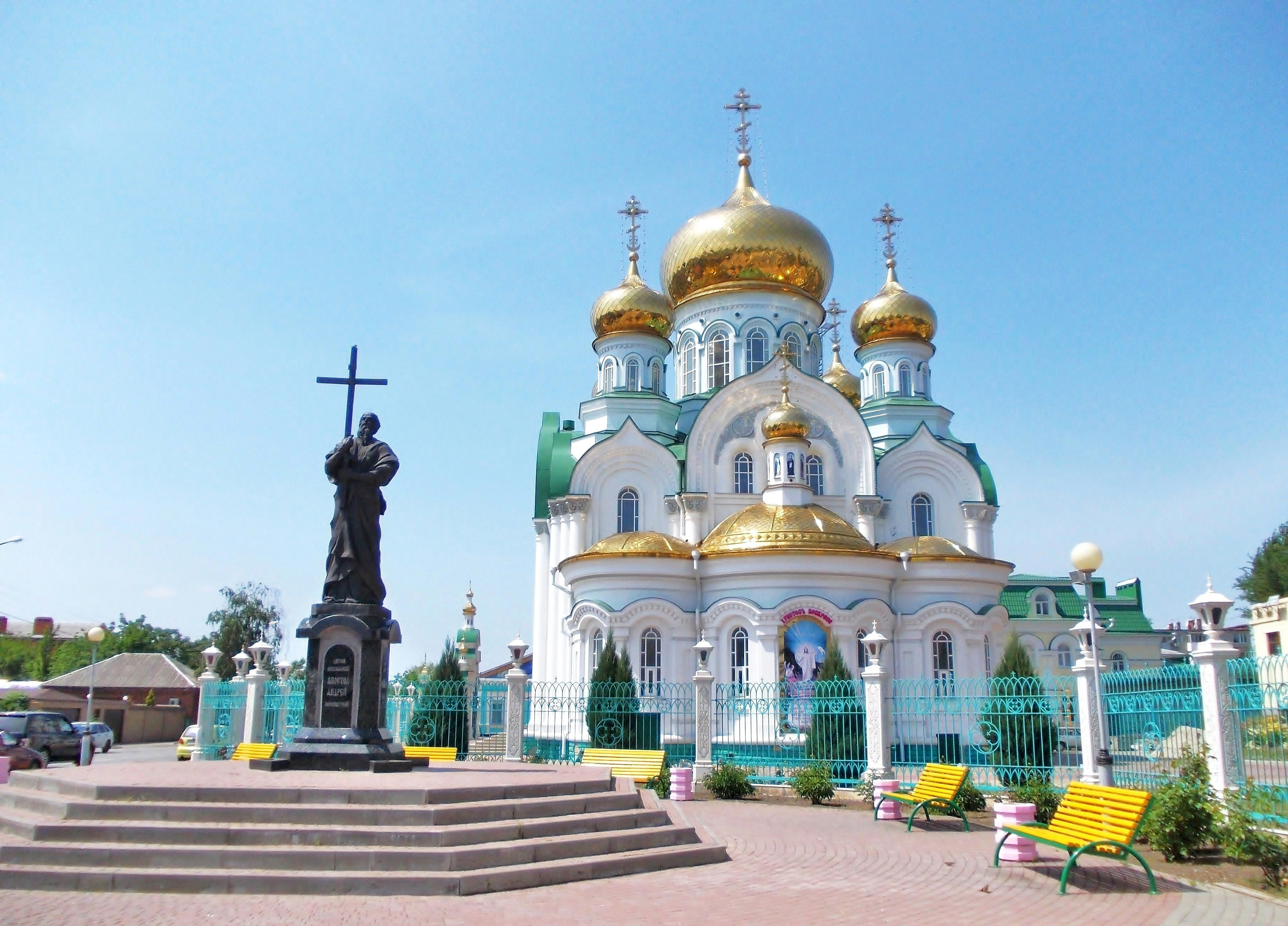

바타이스크(러시아어: Бата́йск)는 로스토프 주에 위치한 도시이다. 1769년에 세워졌지만, 도시등록은 1938년에 이루어졌다.
인구는 10만7,700만 명(2003)이고, 면적은 77,68 km2이다.
로스토프나도누에서 15km지점에 위치해 있다.
현재 시장은 발레리 푸틸린(Валерий Васильевич Путилин)이다.